# Omalacantha garthi
Omalacantha garthi is een krabbensoort uit de familie van de Mithracidae. De wetenschappelijke naam van de soort is voor het eerst geldig gepubliceerd in 1953 door Lemos de Castro als Eucinetops garthi.